# Caduta tendenziale del saggio di profitto
La caduta tendenziale del saggio di profitto è una formula e un concetto dell'analisi economica marxiana tratta a partire dall'analisi dell'economia politica di Adam Smith. In particolare con tale concetto Karl Marx nel saggio Il capitale identificò quel fenomeno secondo cui l'aumento progressivo degli investimenti sui macchinari e sulle materie prime trattate [C] a scapito degli investimenti sui salari [V] avrebbe prodotto come risultato tendenziale del processo produttivo un saggio di profitto sempre minore. Il carattere di semplice tendenza viene attribuito alla legge per via delle cause antagonistiche, che lo contrastano.

## Descrizione
Marx giunse a questa conclusione sulla base della teoria del valore da lui stesso enunciata: essendo il capitale sotto forma di salario (capitale variabile), unica fonte del plusvalore, l'aumento progressivo della composizione organica del capitale, riferita agli investimenti sui macchinari e, più in generale, sul continuo aggiornamento tecnologico (capitale costante), avrebbe dato, come risultato del processo produttivo, un saggio dei profitti progressivamente decrescente in proporzione agli investimenti complessivi.
In particolare, il saggio del plusvalore è nella teoria marxiana il rapporto tra plusvalore e capitale variabile, e il saggio di profitto è invece il rapporto tra il plusvalore e l'insieme del capitale investito, ovvero capitale variabile e costante (salari più macchinari, materie prime e ausiliarie). In formule:
Saggio del plusvalore: {\displaystyle \ S_{P_{v}}={\frac {P_{v}}{V}}}
Saggio di profitto: {\displaystyle \ S_{p}={\frac {P_{v}}{(C+V)}}}
Dove {\displaystyle P_{v}} è il plusvalore, {\displaystyle C} il capitale costante e {\displaystyle V} il capitale variabile.
Secondo questa formulazione, infatti, nel calcolo del saggio di profitto, con {\displaystyle V} e {\displaystyle P_{v}} costanti, all'aumentare di {\displaystyle C} il saggio di profitto {\displaystyle S_{p}} diminuisce. La conclusione teorica suggerisce quindi che, all'aumentare degli investimenti complessivi sulla produzione, se aumenta la sproporzione tra capitale costante e capitale variabile in favore del primo il saggio di profitto diminuisce, e questa diminuzione è progressiva all'aumento della forbice tra i due tipi di investimenti.
Per esempio: la somma di tutti i capitali, pari a 300 unità, è costituita da 240 unità di capitale costante e da 60 unità di capitale variabile. Con un tasso del plusvalore del 100% vengono prodotte 60 unità di plusvalore mentre il tasso del profitto risulta pari al 20%. Supponiamo che, venti anni più tardi, il contante totale del capitale sia passato da 300 a 500 unità. Nello stesso tempo, grazie al progresso tecnico, la composizione organica del capitale (cioè il rapporto fra capitale costante e variabile) si è elevata e le 500 unità si suddividono in 425 unità di capitale costante e 75 unità di capitale variabile. Perciò, con lo stesso tasso di plusvalore, saranno create 75 unità di plusvalore. Il tasso del profitto sarà dunque: 75÷500×100=15%. La massa del profitto è passata da 60 a 75 unità, mentre il tasso del profitto è sceso dal 20% al 15%.
Su questo principio, Marx teorizza il concetto di un rendimento decrescente strutturale della crescita del capitalismo, individuando nella caduta tendenziale del saggio di profitto l'effetto tipico e ultimo del modo di produzione capitalistico. Quest'analisi specifica risulta essere una delle posizioni teoriche di Marx più criticate nella storia del pensiero economico. Detrattori di questo concetto furono anche esponenti marxisti, come l'economista Paul Sweezy.